# Tofaş Spor Kulübü
El Tofaş Spor Kulübü (en català Tofaş Esport Club) és un club de basquetbol de la ciutat de Bursa, Turquia. El club és esponsoritzat per l'empresa Tofaş. La temporada 2020-2021 participa en la lliga turca i en la Basketball Champions League.

## Palmarès
- Copa Korać
  - Finalistes (1): 1996-97
- Lliga turca
  - Campions (2): 1998–99, 1999–00[1]
  - Finalistes (2): 1977–78, 1990–91, 2017–18
- Copa turca
  - Campions (3): 1992–93, 1998–99, 1999–00[2]
  - Finalistes (1): 2017–18
- Copa presidencial turca
  - Campions (1): 1999[3]
  - Finalistes (2): 1991, 1993

## Jugadors destacats
- Efe Aydan
- Mehmet Okur
- Alper Yılmaz
- Serkan Erdoğan
- Asım Pars
- Şemsettin Baş
- Murat Konuk
- David Rivers
- Rashard Griffith
- Marc Jackson
- Steven Rogers
- Chris Booker
- Vladan Alanović
- Slaven Rimac